# نظریه کنش ارتباطی
نظریه کنش ارتباطی (آلمانی: Theorie des kommunikativen Handelns) کتابی دو جلدی است که در سال ۱۹۸۱ توسط یورگن هابرماس، جامعه‌شناس آلمانی منتشر شده است و در آن هابرماس به ادامه پروژه خود برای بنیان نهادن «علوم اجتماعی در نظریه زبان»، که در کتاب در منطق علوم اجتماعی (۱۹۶۷) هدف گذاری شده می‌پردازد..
هابرماس در این کتاب تحلیل پیچیده‌ای از جامعه سرمایه‌داری ارائه کرده و روش‌های ممکن را که از طریق آن‌ها می‌توان در برابر اثرات ناشی از عقل ابزاری (عقلانیت وبری) پایداری کرد که همانا اخلاق و آزادسازی ارتباطی بود، بررسی کرد و کنش ارتباطی را در برابر کنش معقول و هدف‌دار ماکس وبر مطرح ساخت. او از نوشتن این کتاب سه هدف اصلی را دنبال می‌کند:
1. ارائه مفهومی دربارهٔ خردگرایی ارتباطی.
2. ارائه طرحی اجتماعی که مفاهیم زیست جهان و نظام را پیوند زند.
3. ارائه نظریه‌ای دربارهٔ مدرنیته.[۴]

## نظریه
نظریه کنش ارتباطی پروژه‌ای نقادانه است که مفهوم استدلال که به صورت آفاقی یا ابزاری پایه‌ریزی شده را به گونه‌ای بازبرمی سازد که به کنش ارتباطی آزادی‌بخش مبدل شود. این فرایند بازبرسازی پیشنهاد می‌دهد که " تجزیه و تحلیل درک و شعور و عمل انسان به مثابه یک ساختار زبانی می‌تواند مفید باشد",  و هر گفتاری متکی بر پیش‌بینی از رهایی از سلطه غیرضروری است،  این ساختار زبانی ارتباطات را می‌توان برای تدوین یک فهم هنجاری از جامعه به کار بست است. این مفهومسازی از جامعه برای"ممکن ساختن مفهوم سازی بافتار زندگی اجتماعی که بر قامت پاراداوکس‌های مدرنیته بنشیند." استفاده می‌شود.
کنش ارتباطی، نوعی کنش اجتماعی معطوف به حصول تفاهم می‌باشد. بر مبنای این نظریه، کنش‌گران برای رسیدن به یک درک مشترک از طریق استدلال، وفاق و همکاری با یکدیگر ارتباط متقابل برقرار می‌کنند.
هابرماس «خردگرایی ارتباطی» را که درونمایهٔ اصلی آن «تفاهم» است، در برابر خردگرایی ابزاری قرار می‌دهد. به باور وی، گونه‌های کنش با گونه‌های خردگرایی در پیوند هستند.

## یادداشت
1. 1 2  Habermas 1988, p. xiv.
2. ↑  Habermas 1984, p. xxxix.
3. ↑  "ISA - International Sociological Association: Books of the Century". International Sociological Association. 1998. Archived from the original on 15 July 2007. Retrieved 2012-07-25.
4. ↑  http://www.dabirimehr.ir/?p=2285
5. ↑  McCarthy 1981, p. 272–273.
6. ↑  Fultner 2011, p. 4.
7. ↑  McCarthy 1981, p. 272–275.
8. ↑  Fultner 2011, p. 4, 54-56.
9. ↑  McCarthy 1984, p. vii-x.
10. ↑  Pensky 2011, p. 25–27.
11. ↑  Habermas 1984, p. xl.
12. ↑  http://www.dabirimehr.ir/?p=2285